# 向理来
向 理来（むかい りく、1989年〈平成元年〉12月21日 - ）は、日本のAV男優。
2017年SILK LABOからデビュー（当時の芸名は夏目哉大）。2010年から2011年にかけて、ボーイズ着エロモデルとしても活動していた。
キャッチコピーは、「まもなくイキます、向理来」

## 略歴
2010年4月、松城かなた(まつき かなた)名義でボーイズ着エロデビュー。DVD3作品リリース。
2011年4月、向井璃空（むかい りく）名義でボーイズ着エロ再デビュー。DVD4作品リリース。
2017年4月、夏目哉大(なつめ かなた)名義でSILK LABOからAVデビュー。所属事務所はリングスエンターテインメント。
2019年1月末日を以ってかねてより揉めていたリングスエンターテインメントを退所（本人の弁では出所）し、フリーAV男優となる。同時に向理来に改名。SILK LABOをはじめとする、女性向けアダルト作品への出演も継続中。女性向けAVファンの一部にカルト的人気を誇る。
2019年11月、株式会社ムカイを設立。代表は当人。以来、AV制作なども行うようになる。
2022年6月に開始された、AV出演被害防止・救済法の執行停止および改正を呼び掛ける署名運動「AV新法執行停止の署名活動に御協力ください！」に参加している。

## 人物・エピソード
- 初体験は19歳の時で、中学時代に性的交流があった7歳上の女性(友人の姉)と高校卒業間近に再会し、挿入に至った[2]。
- 男優デビューのきっかけは、ヒモを辞めるため実家に戻り、何の仕事をしようか悩んでいた時期に、友人にAV出演を勧められた事[2]。その後、汁男優として応募する直前に別の友人と飲食店で会話をしていたのを聞いていたその店舗の店長にシルクラボへの応募を勧められ[2]、前着エロやってたからいけるっしょと感じた為そちらに応募した[3]。松城かなた名義で活動していた時に所属していたプロダクションがAV関係だった為、当時から男優業には興味があったと語っている[2]。
- 21歳の時、一度だけ男性と付き合ったことがある。当時は自身の性的指向にゆらぎがあり、バイセクシュアル(両性愛者)かもしれないと考えていたため。現在は、ヘテロセクシュアル(異性愛者)を自認している[4]。
- AVや着エロはもとより、ホスト・BLバー店員・売り専等、性風俗業界での仕事を多く経験している[2]。
- 2018年夏、台湾アダルト博覧会(TAE)への出演をきっかけに中華圏での人気も高まり、2019年2月～3月にかけて台湾で3日間のファンミーティングを開催し好評を博した。また、本人のSNSの中でフォロワー数が最も多いのは新浪微博(weibo)である。（2019年9月時点）
- 10年来の親友兼旧友は、元AV女優のかさいあみ。仕事の上で二回ほど絡みがあり、既セクであるが、関係は良好。出会いのきっかけは、当時BLバーで勤務していた際、お客さんとして来店していたことがきっかけ。後に、キャバクラ（メイド喫茶）のキッチンで働かない？と誘われる。
- 真面目に契約社員みたいなのをやってみようと、あえて自分に向いてないガソリンスタンドで1年働いたこともある。

## 出演作品

### イメージビデオ
| 発売日             | タイトル                      | 規格品番           | メーカー                 |
| 「松城かなた」名義 | 「松城かなた」名義            | 「松城かなた」名義 | 「松城かなた」名義       |
| ------------------ | ----------------------------- | ------------------ | ------------------------ |
| 2010年4月24日      | BOYS SO COOL!                 | OMGZ-009           |                          |
| 2010年6月25日      | Smells Like Boys Spirit       | EXIT-3             | イーネット・フロンティア |
| 2010年8月25日      | I LOVE BOYS                   | DPB-001            |                          |
| 「向井璃空」名義   |                               |                    |                          |
| 2011年4月9日       | Come Back Boy                 | OMGZ-033           |                          |
| 2011年5月23日      | BOYS LOVER 向井璃空＆神田悠斗 | OMGZ-37            |                          |
| 2011年6月11日      | I DON'T WANT TO BOYS A THING  | EXIT-13            |                          |
| 2011年8月6日       | School Days                   | OMGZ-042           |                          |

### アダルトDVD（女性向け作品）
2017年
- 1/7ナナブンノイチ“運命の男”を探す、濃厚すぎる一週間（2017年8月10日発売）
- Face to Face 8th season（2017年9月7日発売）
- ミッドナイト×スクランブル-大学生活最後のゼミ合宿-（2017年12月7日発売）

2018年
- コンビニへ行こうよ! 恋は24時間営業中♡（2018年4月12日発売）
- One’s Daily Life season4.-new life-（2018年5月10日発売）
- another side ふたりきりの、秘密（2018年7月12日発売）
- 凸凹Night School アンタなんかお断り!（2018年8月9日発売）
- エスカレートラバーズ in the HOTEL（2018年11月8日発売）
- Midnight Egoists（2018年12月6日発売）

2019年
- 男と女の一部始終。（2019年2月7日発売）
- another sideⅡ（2019年4月11日発売）
- 共犯関係 この世でいちばん罪深い僕ら（2019年6月6日発売）
- さくらんぼ事変～実は××なんです!～（2019年7月11日発売）
- 恋するサプリ3錠目-不器用なカレ-（2019年8月8日発売）
- Hide & SeekⅤ（2019年9月12日発売）
- Deep Desire Ⅳーdimension stopー（2019年11月7日発売）
- midnight high（2019年12月12日発売）

2017年
- 六つ子、禁断の恋～僕は兄弟に恋をする～（2017年5月5日発売）
- スターな男～夏目哉大～（2017年7月28日発売）
- 自撮りエッチ～4人の男が欲望のおもむくままプライベート濃密SEX～第一集（2017年7月28日発売）
- LOVE AND THE LIFE CASE.3（2017年10月27日発売）
- 俺を酔わせてどうするの？（2017年12月22日発売）

2018年
- 同級生（2018年1月26日発売）
- 囚われた捜査官Ⅱ～堕ちた美青年～（2018年2月9日発売）
- 女王様ゲーム（2018年3月16日発売）
- 本当にあった濡れる話～いけない関係編～（2018年4月13日発売）
- 女王様ゲーム After Story したがり女の逆夜這い（2018年5月11日発売）
- 西園寺家の一族～愛されメイドの淫らな生活～（2018年5月25日発売）
- 変態看守に何度も犯されて（2018年6月22日発売）
- 恋するダンス（2018年7月27日発売）
- 恋してダンス（2018年8月24日発売）

### 配信限定（女性向け作品）
2017年
- good luck-夏目哉大-（2017年4月19日配信開始）※AVデビュー作
- sweet devil-夏目哉大-（2017年6月25日配信開始）
- my bonita-夏目哉大-（2017年7月26日配信開始）
- medicine-夏目哉大-（2017年8月30日配信開始）
- very very-夏目哉大-（2017年10月13日配信開始）
- ベランダ・ランデブー（2017年11月17日配信開始）
- eyes on me-夏目哉大-（2017年12月15日配信開始）
- photographer-夏目哉大-（2017年12月22日配信開始）

2018年
- marking-夏目哉大-（2018年1月26日配信開始）
- chemistry-夏目哉大-（2018年2月23日配信開始）
- マイ・エスコート（2018年3月16日配信開始）
- care-夏目哉大-（2018年6月19日配信開始）
- never-夏目哉大-（2018年9月25日配信開始）

2019年
- jealous（2019年1月16日配信開始）
- Face to Face まるでひとつにとけあうように Riku×Miu（2019年5月3日配信開始）
- トモダチとコイビトの境界線-向理来-（2019年9月27日配信開始）
- ありのまま抱きしめて（2019年10月18日配信開始）

2018年
- 囚われた捜査官Ⅲ～永遠に続く悪夢～（2018年9月28日配信開始）
- GIRL'S CH 男子の感じ顔・乱れ顔・イキ顔 select（2018年9月28日配信開始）
- 凌辱病棟 ～囚われた捜査官Ⅲ Episode 0 ここから全てが始まった～（2018年10月12日配信開始）
- GIRL'S CH 感じて とろける おっぱい select（2018年10月26日配信開始）
- エッチなお店に潜入してみました（2018年10月26日配信開始）

2019年
- GIRL'S CH 男子を 責める・弄ぶ・イカせる select（2019年2月1日配信開始）
- GIRL'S CH 囚われた捜査官 Best select（2019年3月1日配信開始）
- Smile For you～君を笑顔で包みたい アレクDEBUT～（2019年4月19日配信開始）
- 囚われた看護師 ～嫌がる白衣の美青年に無理やり種付け絶頂～（2019年12月5日配信開始）

## 出版物

### 写真集
- 「number５」シリーズ[5]
  - 向理来写真集「number５」（BASEショップ内 01 Photo store、撮影 : 日暮圭介、2020年7月17日）
  - 向理来デジタル写真「number5.2」（Amazon Kindle[6]/ BASEショップ内 01 Photo store、撮影 : 日暮圭介、2020年8月3日）

## イベント・出演番組

### 本人主催イベント・配信
基本的にイベント告知はTwitterで行われる。
基本的にイベント告知はTwitterで行われる。
- むかい先生と、（現在のタイトルはおしむ！）
  - 2019年2月から毎月開催している、事前申込不要イベント。ツイキャス同時配信あり。トーク・悩み相談・チェキ撮影等。
  - 2019年12月までのタイトルは『おしえてむかい先生。』
  - レギュラーゲストはエロメン(独自の研究)の東惣介。
- ム・カイリクとおとなのおもちゃ工場
  - 株式会社エーワン[7]のショールームより配信するYouTube番組。アダルトグッズや性の悩み相談を扱うため、18歳未満視聴不可。

### 出演イベント
- SILK FES[8][9]
  - SILK LABO主催の、エロメンによるトーク・大喜利イベント。2-3か月に一度の不定期開催。18歳未満入場不可。
  - 本人の初出演は2018年7月。
- 渋谷TSUTAYA サイン・握手会[9]
  - SILK LABOのDVD作品発売に合わせて開催される。SILK LABO主催。
- 定例オフ会
  - エロメン上原千明との合同オフ会。上原の所属事務所であるオムドプロダクション[10]主催。

### WEB番組
- EROMEN LABO[11]
  - 隔週月曜21時より、ニコニコ生放送にて配信。会員向け有料配信番組だが、番組前半のみ無料視聴可能。
- BLバラエティ番組「BL沼にハマりたい！」内のショートドラマより 天体的ファーストラブ（2022年6月4日- U-NEXT配信）- 月待リヒト 役
- カットバースト（2024年8月2日 - 8月23日、GIGA特撮チャンネル）- アービターオブリヴィオン 役[12]
- 救星戦隊ワクセイバー スペシャル（2025年2月14日 - 、GIGA特撮チャンネル） - レッドマーズ/火鳥勇貴 役
- 装弩戦隊ゴウケンゴー（2025年7月11日 - 8月1日、ギガ特撮チャンネル） - 雷人/イエローケンゴウ 役[13]

### テレビ出演
- 笑っていいとも! （2011年8月12日、フジテレビ系） - 「夏休み曜日横断企画・イケメン店員No.1決定戦イケテンパラダイス」にイケテンとして出演。当時の名義はかなたで、紹介者のかさいあみ（当時名義くるりん）と共に出演。
- 他人のSEXで生きてる人々3（2022年6月、CSヌーヴェルパラダイス）
- 奥様に触れたくて・・（2022年4月23日、刺激ストロングチャンネル）[14] - 小山健太 役

### 映画
- 最短距離は回りくどくて、（2019年7月5日、OP PICTURES）悠貴/悠斗役[15]
  - BL作品。R15指定。監修は、旧友のかさいあみ。「noir」「blanc」の2バージョンの結末あり。
- 最短距離は回りくどくて、 -雨とソーダ水-（2020年10月23日、OP PICTURES）悠斗役[16]
- 最短距離は回りくどくて、 -落花流水-（2020年11月6日、OP PICTURES）悠斗役[16]
- ヘヴンズ×キャンディ（2024年7月13日、OP PICTURES+）飴宮永遠 役[17]
- 美味しい運命（2025年9月5日公開予定、OP PICTURES+）憐 役[18]